# Улица Огоренко
Улица Огоренко — одна из улиц города Гомеля. Расположена в северной части города в микрорайоне Волотова (Железнодорожный район). Названа в 1968 году (после включения в городскую черту посёлка Мирный) в честь начальника 4-го отделения милиции Огоренко Даниила Архиповича, погибшего при задержании опасного преступника 10 апреля 1948 года. Протяжённость 1200 м, от улицы Каменщикова до Олимпийской улицы.

## История
До 1960-х годов на месте улицы Огоренко было болото.

## Архитектура
Застраивается с конца 1960-х годов преимущественно 9-этажными жилыми домами. Есть несколько высотных 12-этажных жилых домов.

## На улице расположены
- Аптека
- Средняя школа № 29
- Торговый центр «Эконом Маркет»
- Детский сад № 152
- Шестой элемент (Магазин промтоваров)
- Торговый дом «Волотовской»
- Техноэконом (Магазин бытовой техники и электроники)
- 2 остановки общественного транспорта